# Pjotr Alekszejevics Koleszov
Pjotr Alekszejevics Koleszov (oroszul: Пётр Алексеевич Колесов; Tver, 1915. augusztus 17. – 2004. július 29.) szovjet mérnök, repülőgéphajtómű-tervező.

## Pályafutása
1932-ben végezte el a Repülőgépipari Népbiztosság konstruktőr-tanfolyamát. Tanulmányai alatt a Központi Repülőgépmotor-gyártási Intézetben (CIAM) technikusként is dolgozott. 1935-ben beiratkozott a Moszkvai Repülési Főiskola repülőgépmotorok karára. Főiskolai tanulmányai alatt is részt vett tervezői munkában, részt vett Ivan Bratuhin egyik helikopteréhez (CAGI 11–EA) készített motor reduktorának tervezésében és több más repülőgépmotor kenési rendszerének kialakításában. Diplomamunkájában a KB–2 tervezőiroda M–250-es repülőgépmotorja szabályozórendszerének számításait végezte el.
A főiskola elvégzése után 1941-ben a voronyezsi 16. számú gyárban létrehozott kísérleti részleghez vezényelték, melynek vezetője Vlagyimir Dobrinyin lett. Voronyezsben az első öt évben a hajtókarok és forgattyús tengelyek, valamint a motorházak méretezésével és fejlesztésével foglalkozó csoportban dolgozott tervezőmérnökként. A második világháború idején a voronyezsi gyárat evakuálták. Koleszov először Ufában dolgozott az OKB–250 tervezőirodában. A tervezőirodát 1943-ban Ufából Ribinszkbe, a 36. motorgyárhoz telepítették, ekkor átnevezték OKB–36-ra, és továbbra is Vlagyimir Dobrinyin irányítása alatt állt.
1946-ban Koleszovot a Tu–85 stratégiai bombázóhoz tervezett VD–4K motor főkonstruktőri teendőivel bízták meg. A szovjet dugattyús repülőgépmotorok csúcsának számító 24 hengeres VD–4K motorért több más tervezővel együtt Koleszov 1951-ben Sztálin-díjat kapott.
Az OKB–36 1952-től gázturbinákkal kezdett el foglalkozni, ettől kezdve Koleszov munkássága is a gázturbinákhoz kapcsolódik. A tervezőirodában 1952 áprilisában kezdték el a VD–5 gázturbinás sugárhajtómű tervezését, a későbbi VD–5B változat főkonstruktőre Koleszov lett.
Koleszov 1956-tól csoportvezető, majd 1959-től az OKB–36 tervezőiroda helyettes vezetője volt. Dobrinyin 1961-es nyugállományba vonulását követően Koleszovot nevezték ki a tervezőiroda vezetőjévé. Ezt a posztot közel negyedszázadon keresztül töltötte be. A Koleszov irányítása alatt álló tervezőirodában fejlesztették ki az RD–7M hajtóművet, a T–4-hez készített RD–36–41-est, valamint az RD–36–51 hajtómű-családot. Az RD–36–51A-t a Tu–114D szuperszonikus utasszállítón, az RD–36–51V-t az M–17 Sztratoszfera felderítő repülőgépen alkalmazták. A Koleszov vezetésével kifejlesztett RD–36–35 emelőhajtóművet a szovjet kísérleti, helyből felszálló repülőgépeken, valamint a sorozatgyártású Jak–38 helyből felszálló haditengerészeti vadászrepülőgépen használták.
Koleszov 1984-ben vonult nyugállományba. Munkásságát kétszer Állami Díjjal (1971, 1979), valamint további szovjet kitüntetésekkel ismerték el. 1971-ben a műszaki tudományok doktora lett, 1979-ben pedig professzorrá nevezték ki.